# FK Smalawiczy
FK Smalawiczy (biał. Футбольны Клуб «Смалявічы») – białoruski klub piłkarski, mający siedzibę w mieście Smolewicze, w obwodzie mińskim.

## Historia
Chronologia nazw:
- 1996: Krysztal Smolewicze (biał. «Крышталь» Смалявічы)
- 1997: klub rozwiązano
- 2009: Wigwam Smolewicze (biał. «Вігвам» Смалявічы)
- 2011: FK Smalawiczy (biał. ФК «Смалявічы»)
- 2012: FK Smalawiczy-STI (biał. «Смалявічы-СТІ»)
- 2018: FK Smalawiczy (biał. ФК «Смалявічы»)

Klub Piłkarski Wigwam Smolewicze został założony w mieście Smolewicze w 2009 roku. Wcześniej w latach 1996-1997 klub ze Smolewicz zatytułowany Krysztal Smolewicze występował w trzeciej lidze mistrzostw Białorusi. W 2009 roku zespół startował w mistrzostwach obwodu mińskiego, gdzie zajął 10.miejsce wśród 14 zespołów. W następnym 2010 roku klub zgłosił się do rozgrywek w drugiej ligi mistrzostw Białorusi. W debiutanckim sezonie zajął 11.miejsce wśród 18 drużyn. Rok później w 2011 zmienił nazwę klubu na FK Smalawiczy, a sezon 2011 zakończył na 12.pozycji wśród 16 zespołów. W 2012 roku klub po uzyskaniu sponsora otrzymał nazwę FK Smalawiczy-STI. Klub już za 4 rundy przed końcem mistrzostw awansował do pierwszej ligi. W 2013 roku zespół zakończył rozgrywki na 8.lokacie pierwszej ligi, a w Pucharze Białorusi osiągnął 1/16 finału. W 2014 roku zespół został sklasyfikowany na 10.pozycji. Sezon 2015 zakończył na 7.miejscu. Na początku 2016 roku ogłoszono, że klub podpisał umowę o współpracy z BATE Borysów. W 2016 roku zespół zajął 8.miejsce. W 2017 zdobył wicemistrzostwo pierwszej ligi i awansował do najwyższej ligi. W 2018 przywrócił nazwę na FK Smalawiczy. 

## Sukcesy

### Trofea krajowe
| \| \| Zdobyte trofea w rozgrywkach Białorusi (stan na: 31-12-2017) \| |                                                              |      |          |
| Rozgrywki                                                             | Osiągnięcie                                                  | Razy | Sezon(y) |
| Mistrzostwo                                                           | I miejsce                                                    | 0    |          |
| Mistrzostwo                                                           | II miejsce                                                   | 0    |          |
| Mistrzostwo                                                           | III miejsce                                                  | 0    |          |
| Puchar                                                                | zdobywca                                                     | 0    |          |
| Puchar                                                                | finalista                                                    | 0    |          |
| Puchar                                                                | 1/16 finału                                                  | 1    | 2013     |
| II liga                                                               | I miejsce                                                    | 0    |          |
| II liga                                                               | II miejsce                                                   | 1    | 2017     |
| II liga                                                               | III miejsce                                                  | 0    |          |
| Białoruś                                                              | Zdobyte trofea w rozgrywkach Białorusi (stan na: 31-12-2017) |      |          |

- Druhaja liha (III liga):
  - mistrz (1x): 2012

## Stadion
Klub rozgrywa swoje mecze domowe na stadionie Azierny w Smolewiczach, który może pomieścić 1600 widzów.

## Trenerzy
- 2009–16.07.2011:  Alaksandr Michalczenka
- 17.07.2011–10.2013:  Juryj Puntus
- 29.10.2013–23.09.2014:  Albert Rybak
- 09.2014–06.2015:  Dzmitryj Nowicki
- 19.08.2015–26.11.2015:  Alaksandr Braziewicz
- 19.01.2016–21.06.2016:  Wital Rahożkin
- 06.2016–12.2017:  Dzmitryj Mołasz
- 18.12.2017–...:  Alaksandr Braziewicz